# Hayesville (Ohio)
Pour les articles homonymes, voir Hayesville.
Hayesville est un village américain situé dans le comté d'Ashland, dans l'Ohio. Selon le recensement de 2010, sa population est de 448 habitants.